# マグネシアの戦い
マグネシアの戦い（マグネシアのたたかい、英: Battle of Magnesia）は、ローマ・シリア戦争中の紀元前190年（あるいは紀元前189年）に起こった会戦である。スキピオ・アシアティクス率いる共和政ローマ軍と、アンティオコス3世率いるセレウコス朝シリア軍が激突し、多くの犠牲を出しながらもローマ軍が勝利を収めた。この会戦中に生じた霧が両者の運命を左右し、この霧によって混乱したセレウコス軍は負け、それを利用して奇襲を仕掛けたローマ軍が勝利した。

## 背景
セレウコス朝シリアはアンティオコス3世による拡大政策で、東はインド、西は小アジアに至るまで領土を回復させていた。これに反発したローマとの間にローマ・シリア戦争が勃発し、ローマのことを快く思っていなかったアイトリア連邦とセレウコス朝は手を組んで、共にギリシアを攻めた。しかし、テルモピュライの戦いに敗れたセレウコス朝はアイトリア連邦を見捨て、小アジアに逃れた。ローマはセレウコス朝を追撃して小アジアのマグネシアに来たり、雌雄を決するべく激突した。この時、大スキピオは息子を人質にとられていたため、病気と偽って戦線を離脱していた。したがって、ローマ軍の指揮は大スキピオの弟、スキピオ・アシアティクスが執っていた。

## 戦いの経過
アンティオコス3世は、両翼に重装騎兵カタフラクトイを配備していた。カタフラクトイは当時トップクラスの攻撃力を誇っており、攻めの時であればほとんど無敵であった。彼の作戦は、カタフラクトイを用いてローマ軍の騎兵隊をいち早く撃破し、カンナエの戦いのようにローマ軍を包囲・殲滅することであった。一方、ローマ軍はセレウコス軍を過小評価しており、ただ正面突破のことしか考えていなかった。
このまま戦いが始まれば、セレウコス軍の勝利は確実であっただろう。しかし、突然周囲に霧が生じ、戦場は全く見えなくなってしまった。視界が狭まったため、セレウコス軍の弓兵部隊はほぼ無力化されてしまった。これを利用し、ローマ軍右翼のエウメネスはクレタ軽装歩兵部隊に敵左翼を奇襲させた。この奇襲によってセレウコス軍の鎌戦車は自軍に突っ込んでしまい、セレウコス軍左翼は大混乱に陥った。
奇襲時に起こった喧噪を、アンティオコス3世は自軍の左翼が敵軍に突っ込み、計画通り蹂躙しているものと思い込み、自らのいる右翼も出撃した。ローマ騎兵が迎え撃ったが、カタフラクトイの圧倒的な攻撃力の前に瞬殺され、一気にローマ軍団に突っ込んだ。ローマ軍団と言えどもカタフラクトイの猛攻の前には歯が立たず、敗走してしまう。アンティオコス3世は彼らを追撃し、野営地まで追い詰めた。
ここで、野営地を守備していたマケドニアのファランクス（ローマと同盟を結んだ折、ペルセウスが送った重装歩兵）がセレウコス軍のカタフラクトイに立ち塞がった。ローマ軍団を蹴散らしたカタフラクトイであったが、ファランクスの頑強さを崩すのは簡単ではなく、一進一退が続いた。
この時、セレウコス軍左翼はローマ軍団・騎兵によって崩壊しており、セレウコス軍中央も包囲されていた。カタフラクトイは左翼にも配備されていたが、機敏な動きのできない彼らは守りには適しておらず、敗れ去っていた。セレウコス軍中央のファランクスは中空方陣を組み、ローマ軍団の攻撃を跳ね返していたが、自軍の戦象部隊が苦痛によって暴れ出したために戦列が崩れてしまった。ファランクスを突破できなかったアンティオコス3世が再び戦場に戻った時には、最早セレウコス軍は戦線を維持することができなくなっていた。この時、アンティオコス3世の持つカタフラクトイで攻めていれば、まだ勝機はあったかもしれない。しかし、彼は戦意喪失してしまい、撤退した。

## 戦いの結果
セレウコス軍は5万名ほどの大損害を被ったという。更に、セレウコス朝シリアはローマとの和約によって軍備縮小及び莫大な賠償金を課せられ、衰退の道へと入っていく。
一方、ローマ軍は僅か300名ほどの損害であったと発表されているが、これは明らかにローマ側の捏造であり、ローマ兵の埋葬に2日以上掛かったという記録があることから、実際は2000～4000名であったと考えられる。これは想定以上の大損害であり、事実、この戦いを指揮したスキピオ家は以後影響力を低下させている。
この戦いは、ファランクス軍の頑強さを証明した。その防御力はローマ軍団を破ったカタフラクトイをも弾き返してしまうほどであった。しかし、霧が出たことによって奇襲を許してしまったことや、アンティオコス3世の追撃によって中央軍が置き去りにされてしまったこと、戦象が暴れて自軍を踏み荒らしてしまったことから、ファランクスはローマ軍団に敗北してしまった。ファランクスは今後消滅していくが、上手く運用されれば、その攻撃力・防御力はローマ軍団を凌駕するものであると示した。